# 8号線 (ポーランド)
ポーランド国鉄8号線（ポーランド語;Linia kolejowa nr 8）は、首都ワルシャワのワルシャワ西駅とマウォポルスカ県クラクフのクラクフ中央駅を結ぶポーランド国鉄の鉄道路線である。

## 概要
全長は316.663 km、駅数は77駅であり、全線が電化されている。ワルシャワ - ヴァルカ間およびラドム - クラクフが複線、ヴァルカ - ラドム間が単線である。
旅客列車と貨物列車の両方が走行する。2017年現在、最速列車の停車駅はラドム、シドゥオビエツ、スカルジスコ＝カミエンナ、スヘドニュフ、キェルツェ、イェンドジェユフ、センジシュフ、ミエフフであり、全線の所要時間は5時間20分である。
2017年現在、ワルシャワ - クラクフ間の優等列車の多くはワルシャワ - コズウフ間にて1号線、4号線、64号線を経由する。

## 歴史
1885年にイヴァンゴロド - ラドム - コズウフ - ドンブロヴァ間を結ぶイヴァンゴロド・ドンブロヴァ鉄道として開業したのが始まりである。1934年にポーランド国鉄がワルシャワ - ラドム間およびトゥネル - クラクフ間を再建した。ヴァルカ - ラドム間のみ単線、他の区間は複線となった。
1961年12月にワルシャワ - チェフヴェク間が電化されたのを皮切りに、1968年までに全線が電化された。
2009年11月にはワルシャワ・ショパン空港への空港連絡路線としてワルシャワ・スウジェビエツ駅とワルシャワ・ショパン空港駅を結ぶ全長1.853kmの440号線の建設が開始され、2012年6月1日に営業を開始した。
2011年から2013年にかけてラドム - スカルジスコ＝カミエンナ間、2014年から2016年にかけてスカルジスコ＝カミエンナ - ウォンチュナ間の改良工事が行われた。
2015年7月27日にはワルシャワ・オケンツィエ - チェフヴェク南間、2016年5月11日にはスカルジスコ＝カミエンナ - スヘドニュフ間、2017年4月11日にはヴァルカ - ラドム間の高速化工事が決定された。 高速化に伴い最高速度は160km/hに引き上げられる予定である。